# Phymatopus hecta
Phymatopus hecta es una especie de lepidóptero ditrisios de la familia Hepialidae. Hasta hace poco estaba incluida en el género Hepialus.